# Mark Slade
Mark Van Blarcom Slade (Salem, Massachusetts, 1 de mayo de 1939) es un actor estadounidense mayormente conocido por interpretar el papel de Billy Blue Cannon en la serie western El Gran Chaparral.

## Biografía
Nació el 1 de mayo de 1939 en Salem, Massachusetts.
De niño fue un gran admirador de Charles Chaplin, el cual supuso una gran influencia para que Mark inclinara su vida al trabajo televisivo.
En 1956 se matriculó en la Academia Worcester con la intención de convertirse en un dibujante de caricaturas, pero tuvo su primera oportunidad teatral cuando uno de sus compañeros resultó enfermo y él tuvo que reemplazarlo asumiendo el papel de un profesor de inglés en la obra The Male Animal, momento a partir del que supo que quería ser actor.
Logró conseguir el papel de Billy Blue Cannon, hijo del patrón del rancho El Gran Chaparral durante una entrevista con el productor de la serie David Dortort. Pese a que el papel era ya de otro actor Dortort buscaba un joven de la generación de Mark para el mismo, alguien que se enfrentara con energía a las adversidades porque ese perfil acompañaba muy bien el carácter del personaje: Mark agarró por las solapas al productor en una improvisada audición y Dortort quedó tan encantado que tres horas después el papel de Billy era suyo. Con esta serie consigue popularidad apareciendo en las portadas (y en las páginas) de numerosas revistas, y recibiendo grandes cantidades de cartas enviadas por admiradores de todo el mundo.
También obtuvo diversos premios de interpretación (Otto, Bambi, Fabulous 201 de espectadores belgas y Western Heritage Award).
Es miembro honorario vitalicio de la tribu de los indios navajos, distinción otorgada por su gran interés y simpatía en cuanto tiene que ver a la vida y costumbres de los nativos americanos.
Aparte de su éxito en El gran Chaparral, sigue presente en muchas series y películas de cine, sino que también desarrolló sus habilidades de escritura y dirección: El guion de "Cliffy" (1975), un episodio de la serie The Rookies (1972), que escribió y donde interpretó el papel protagonista, recibió elogios de la crítica general, tres premios nacionales, y un elogio de la Casa Blanca.
En el año 1961 tuvo un papel secundario en el reconocido film Viaje al fondo del mar del director Irwin Allen. Actuó en ésta junto a actores como Walter Pidgeon, Joan Fontaine, Barbara Eden, Peter Lorre, Robert Sterling, entre otros.
El éxito de Mark es causa de la combinación del talento y trabajo duro que dio lugar a actuaciones en numerosas películas y producciones de televisión, incluyendo el papel del siempre enfermo radiofonista Hollis en la serie The Wackiest Ship in the Army (1965).
Trabaja en su estudio de arte propio, donde, rodeado de una familia de artistas, crea bellas obras que revelan un gran sentido del humor, y un profundo conocimiento de la naturaleza humana. 
Reside en California y está casado con Melinda Riccilli desde 1968 al presente, tiene dos hijos.
Se puede visitar su estudio en la página 

## Actor
- Cagney & Lacey .... Martin Gelband (1 episodio, "Stress", 1985)
- Flashpoint (1984) .... Hawthorne
- CHiPs ... 2 episodios: "Tight Fit" (1982) .... O'Brien; "High Octane" (1979) .... Slim
- Today's F.B.I. .... Richard (episodio "Hostage", 1981)
- Los ángeles de Charlie .... John Summers (episodio "Chorus Line Angels", 1981)
- Waikiki (1980, telefilm) .... Lloyd Barrington
- Paris .... Frank Slade (episodio "Friends and Enemies", 1979)
- Return of the Mod Squad (1979, telefilm) .... Richie Webber
- Project U.F.O. .... Roy Layton (episodio "Sighting 4019: The Believe It or Not Incident", 1978)
- The Life and Times of Grizzly Adams .... Capitán Ulysses S. Grant (1 episodio "The Stranger", 1978)
- SWAT .... Ken Gillis (episodio "Soldier on the Hill", 1976)
- Invisible Strangler (también conocida como The Astral Fiend, 1976) .... Detective Holt
- Bronk .... David Melbourne (1 episodio "There's Gonna Be a War", 1975)
- The Rookies .... Bernard Amazeen / ... episodios: "Cliffy" (1975) .... Cliffy; "Code 261" (1973) .... Bernard Amazeen; "Dead, Like a Lost Dream" (1972) .... Don Richardson
- Benji (1974) .... Mitch
- Salty .... Taylor Reed ... episodios: "A New Friend", "A Sense of Worth",  "Aunt Cleo", "Bleak Mansion", "Clancy's Big Decision" y 14 más)
- Message to My Daughter (1973, telefilm) .... Dave Hanley
- Salty (1973) .... Taylor Reed
- The Mod Squad ... episodios: "Crime Club", 1972, como Barry; episodio "Drag Racer", 1971, como Jeff
- The High Chaparral .... Billy Blue Cannon - 80 episodios, 1967-1970: "No Trouble at All" (1970), "Generation" (1970), "Auld Lang Syne" (1970), "Too Many Chiefs" (1970), "New Hostess in Town" (1970) y 75 más
- It's Happening (episodio "Three Dog Night", 1969)
- The Wild Wild West .... Hillard (episodio "The Night of the Gypsy Peril", 1967)
- Bonanza .... Jud Rikeman (episodio "A Real Nice, Friendly Little Town", 1966)
- The Wackiest Ship in the Army .... Radiofonista Patrick Hollis (29 episodios, 1965-1966): "Routine Assignment (1966), "Fun Has More Blondes" (1966), "My Island" (1966), "Chinese Checkers" (1966), "Girl in the Polka-Dot Swimsuit" (1966)
- The Donna Reed Show .... Bill Dayton (1 episodio "The Big League Shock", 1965)
- Mr. Novak .... Eric / ... episodios: "Beat the Plowshare, Edge the Sword" (1965)  .... Lee Manson; "Born of Kings and Angels" (1964)  .... Eric; "Day in the Year" (1964)  .... Ralph Backett
- The Alfred Hitchcock Hour .... Slats (episodio "Memo from Purgatory", 1964)
- Gomer Pyle, U.S.M.C. .... Eddie ... 8 episodios: "Sergeant Carter, Marine Baby Sitter" (1964), "They Shall Not Pass" (1964), "A Date for the Colonel's Daughter" (1964), "Survival of the Fattest" (1964), "Gomer and the Dragon Lady" (1964) y 3 más
- Voyage to the Bottom of the Sea .... Malone / ... 5 episodios: "The Village of Guilt" (1964) .... Malone, "Turn Back the Clock (1964) .... tripulante, "The Fear-Makers" (1964)  .... Malone, "The City Beneath the Sea" (1964) .... Malone, "Eleven Days to Zero" (1964) .... marinero Malone
- Rawhide ... 2 episodios: "The Enormous Fist" (1964) .... Adam Grant; "The Gentleman's Gentleman" (1961) .... Botones
- Perry Mason .... Michael Da Vinci (episodio "The Case of the Careless Kidnapper", 1964)
- The Fugitive .... Jimbo (episodio "Where the Action Is", 1964)
- Stoney Burke .... Jack Grinnage (episodio "A Girl Named Amy", 1963)
- Alcoa Premiere .... Bobby Reagan (episodio "The Long Walk Home", 1962)
- 13 West Street (1962) .... Tommy
- The Dick Powell Show (episodio "Savage Sunday", 1962)
- Splendor in the Grass (1961) .... Rusty
- Voyage to the Bottom of the Sea (1961) .... marinero Jimmy 'Red' Smith
- My Three Sons .... Stu Walters (episodio "Deadline", 1961)

## Guiones
- The Rookies (episodio "Cliffy", 1975)
- Salty (episodios: "For the Love of Clancy", "Just a Quick Snack")

- Datos: Q1337023
- Multimedia: Mark Slade / Q1337023